# Jean-Yves Le Castel
Jean-Yves Le Castel ou Jean-Yves LeCastel, de son vrai nom Jocelyn Eon, né le 8 janvier 1965, est un acteur et un réalisateur de films pornographiques français. 

## Récompenses
- AVN Award 2006 : Best Sex Scene in a Foreign-Shot Production - Euro Domination  (avec Kid Jamaica, Nick Lang et Sandra Romain)[1]